# Suère

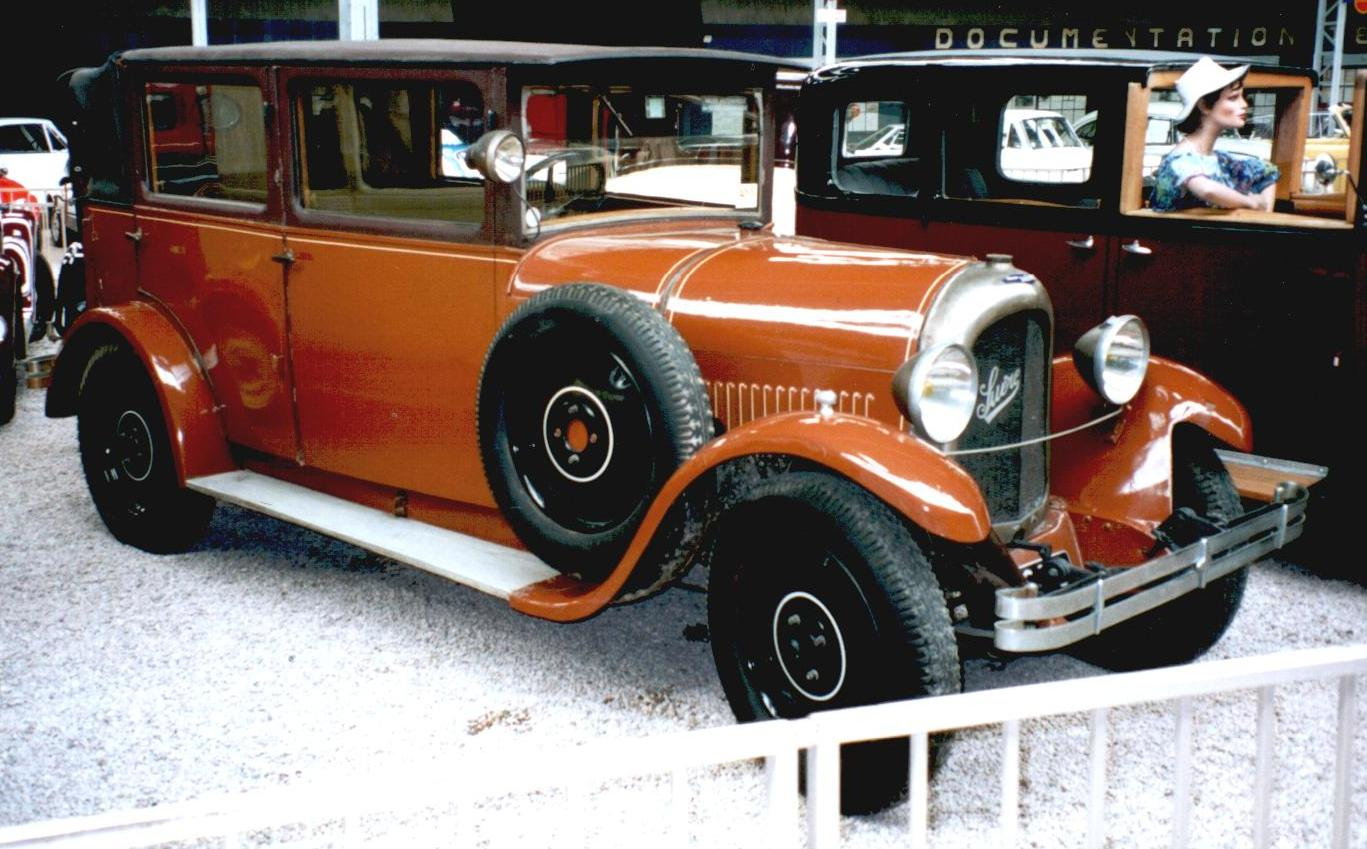
Suère von 1925

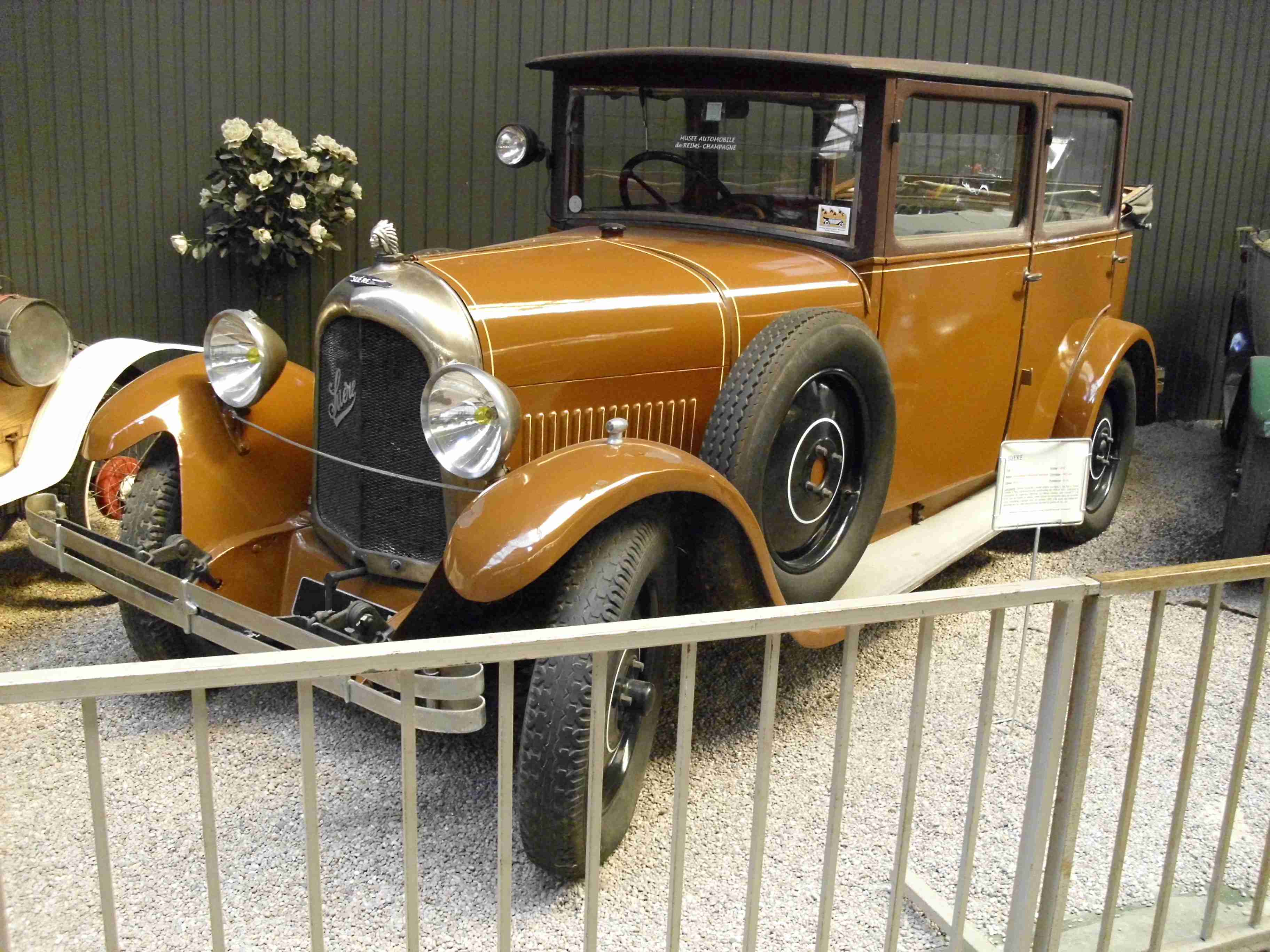
Suère von 1925

Automobiles J. Suère war ein französischer Hersteller von Automobilen und Motoren.

## Unternehmensgeschichte
Das Unternehmen aus Paris begann 1905 mit der Produktion von Motoren, die als Velox vermarktet wurden. 1909 kam der Automobilbau hinzu. Der Markenname lautete Suère. 1931 endete die Produktion.

## Fahrzeuge
Die ersten Modelle waren der 8 CV mit 763 cm³ Hubraum und 10 CV mit Vierzylindermotor und 1592 cm³ Hubraum von Ballot.
Nach dem Ersten Weltkrieg wurden zwei Vierzylindermodelle mit 1200 und 1800 cm³, ein 1847 cm³ mit 70 mm Bohrung und 120 mm Hub, ein Sechszylindermodell mit 2080 cm³ von Altos sowie einem V8-Modell mit lediglich 1413 cm³ Hubraum mit 50 mm Bohrung und 90 mm Hub angeboten. Der Radstand betrug 2450 mm, die Spurweite 1200 mm. Das letzte Modell von 1930 mit einem V8-Motor mit 3200 cm³ Hubraum blieb ein Prototyp.
Ein Fahrzeug dieser Marke ist im Musée Automobile Reims Champagne in Reims in Frankreich zu besichtigen.